# Літофони

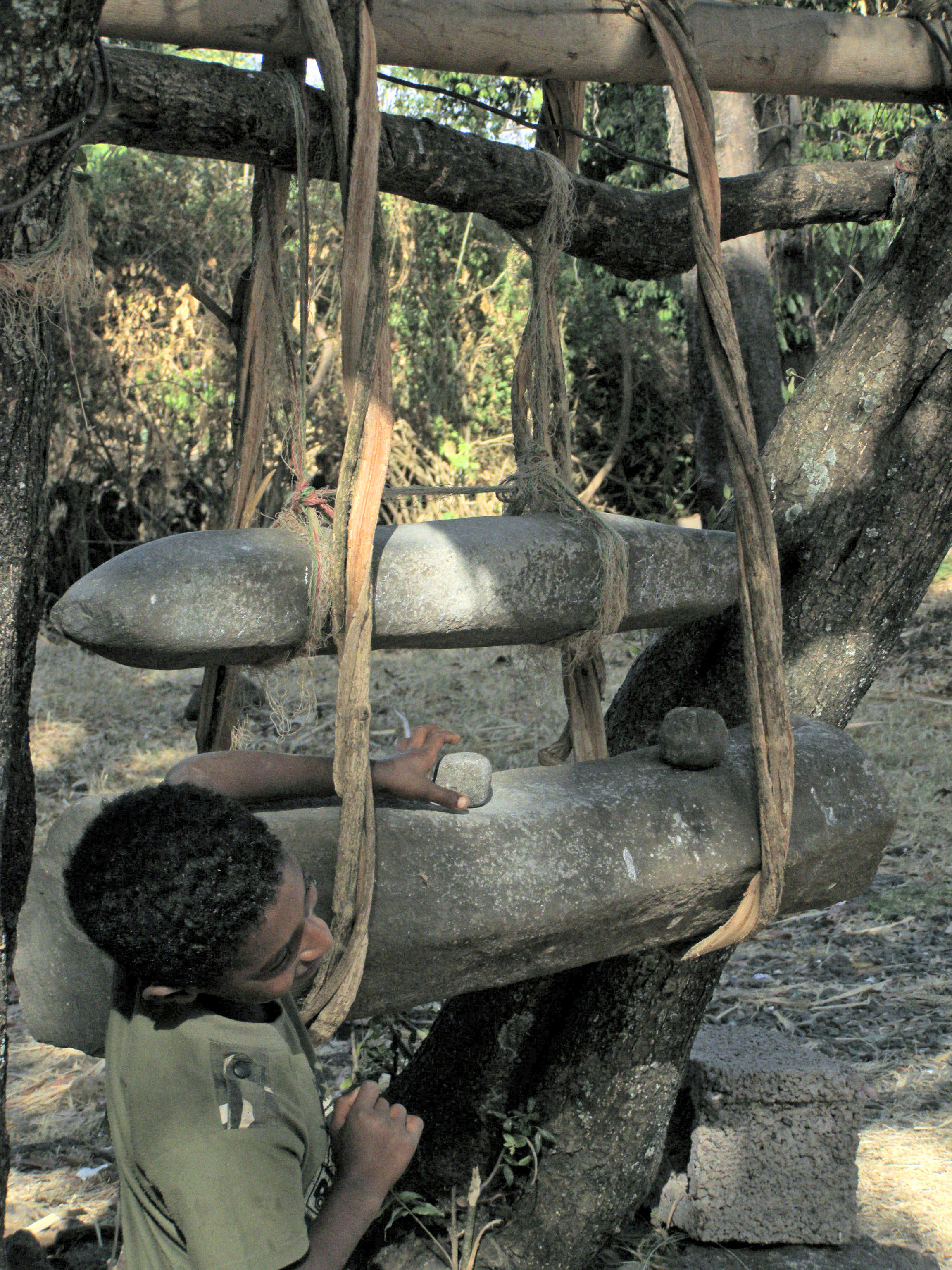
Літофон в Ефіопії

Літофони (от дав.-гр. λίθος — 'камінь' та φωνή — 'звук') — ударні музичні інструменти з каменю. Належать до так званих ідіофонів.
За своїм походженням літофони можуть бути як штучними, так і природними (камені, валуни, сталактити, сталагміти тощо). У печерах зустрічаються кам'яні складки, що видають звуки різної висоти та різного тембру, якщо по них чим-небудь вдарити - скоріше за все, ця їх властивість була відома стародавній людині. Звук при грі на літофонах витягується шляхом удару (калаталом, іншим каменем тощо); його висота може бути як фіксованою, так і нефіксованою.
Власне літофони як цілеспрямовано виготовлені інструменти з'являються в епоху неоліту. Так, в 1949 році в Південному В'єтнамі були виявлені одинадцять кам'яних прямокутних плит довжиною від 65 до 100 см, що датуються IV-III тисячоліттям до н. е. Залежно від свого розміру вони видають звуки різної висоти; інтенсивність звучання, можливо, регулювалася резонатором у вигляді викопаної ями . Наразі цей літофон є частиною експонатів паризького Музею людини.
Крім В'єтнаму, де аж до теперішнього часу існують ансамблі літофонів (що називаються данда), кам'яні інструменти поширені в Кореї, Японії, Індії, Камбоджі, Океанії, Латинській Америці. Крім того, літофони відомі у берберів, тувинців, нанайців та інших народів.

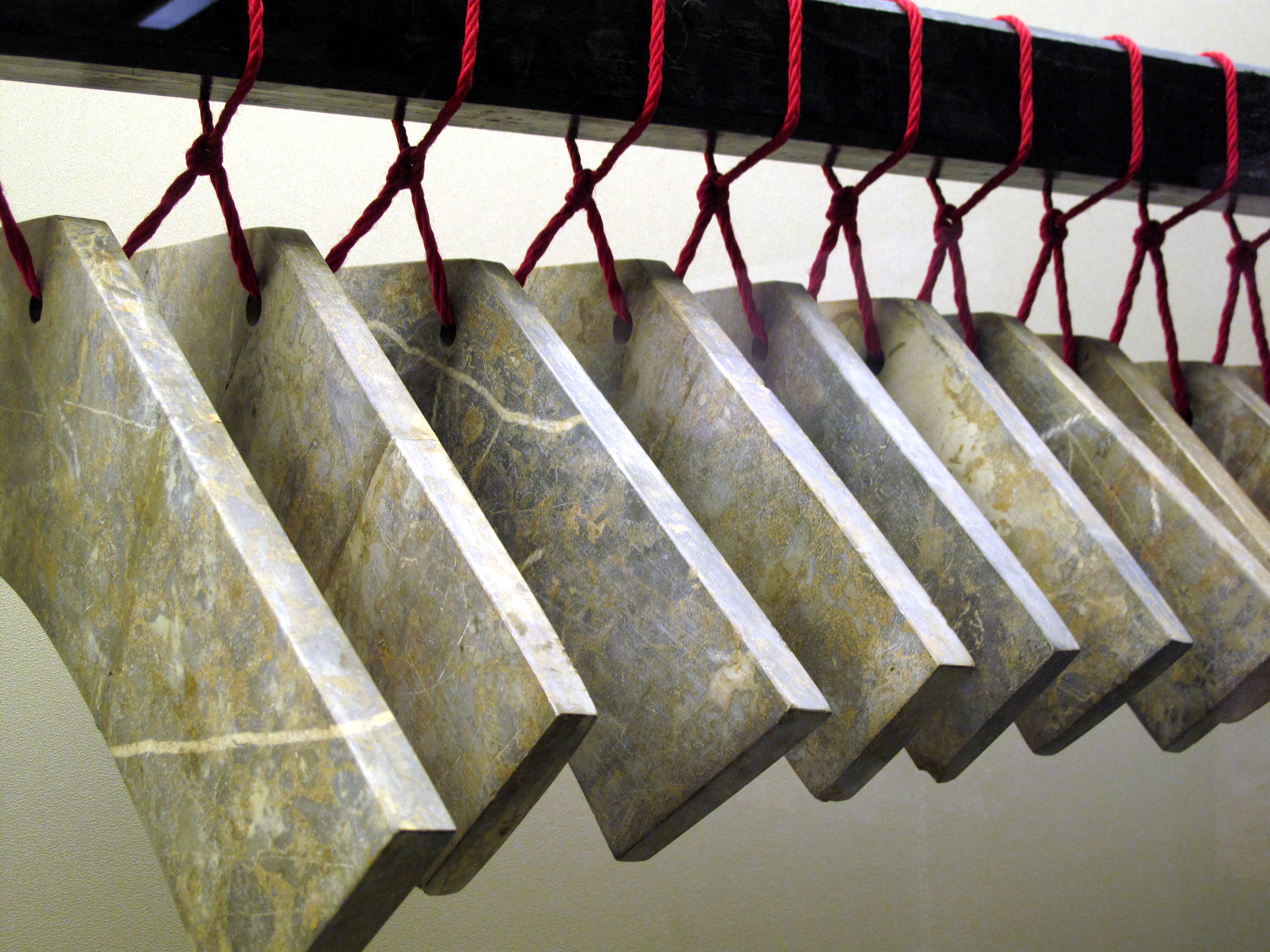
Китайський бяньцін

Особливо важливу роль літофони грають в культурі Китаю . У 1978 році були знайдені найдавніші з відомих китайських літофонів, що належать династії Ся (бл. 2070-1600 до н. е.). Для виготовлення кам'яних інструментів використовувалися як символічно значущі яшма та нефрит, так і  жадеїт, мармур, граніт, вапняк та ін (володіють гарною звукопровідністю). Найчастіше китайські літофони мали вигляд двох рядів кам'яних пластин, підвішених до дерев'яної рами, число яких могло варіюватися від 1 до 32. Інструменти з одного каменю мали назву тецін, з декількох - бяньцін. Найбільшого поширення набули бяньцін з 16 камінням .
У різних країнах та культурах зустрічаються різноманітні різновиди літофонів: кам'яні била, горизонтально або вертикально підвішені набори плиток або брусків, певним чином розташовані кам'яні диски, так звані «співучі колони» тощо. У Європі в XIX-XX століттях створювалися експериментальні літофони . Наприклад, набір кам'яних пластинок, які виробляють хроматичний звукоряд, використовував у своїх композиціях Карл Орф.